# Euroliga 1995./96.
Ovo je 39. izdanje elitnog europskog klupskog košarkaškog natjecanja. Nakon dva kruga izbacivanja igrane su dvije četvrtzavršne skupine i onda četvrtzavršnica. Hrvatski predstavnik Zrinjevac ispao je u drugom krugu od Unicaje, a Cibona je ispala u četvrtzavršnoj skupini. Završni turnir održan je u Parizu od 9. do 11. travnja 1996.

## Završni turnir

### Poluzavršnica
- CSKA Moskva -  Panathinaikos 71:81
- Barcelona -  Real Madrid 76:66

### Završnica
- Panathinaikos -  Barcelona 76:66

- europski prvak:  Panathinaikos (prvi naslov)
  - sastav ([1]): Fragiskos Alvertis, Vagelis Vourtzoumis, Kostas Patavoukas, Nikos Oikonomou, John Korfas, Panagiotis Giannakis, Stojko Vranković, Dominique Wilkins, Tzanis Stavrakopoulos, Miroslav Pecarski, Christos Myriounis, trener Božidar Maljković